# Muzeum papiernictwa

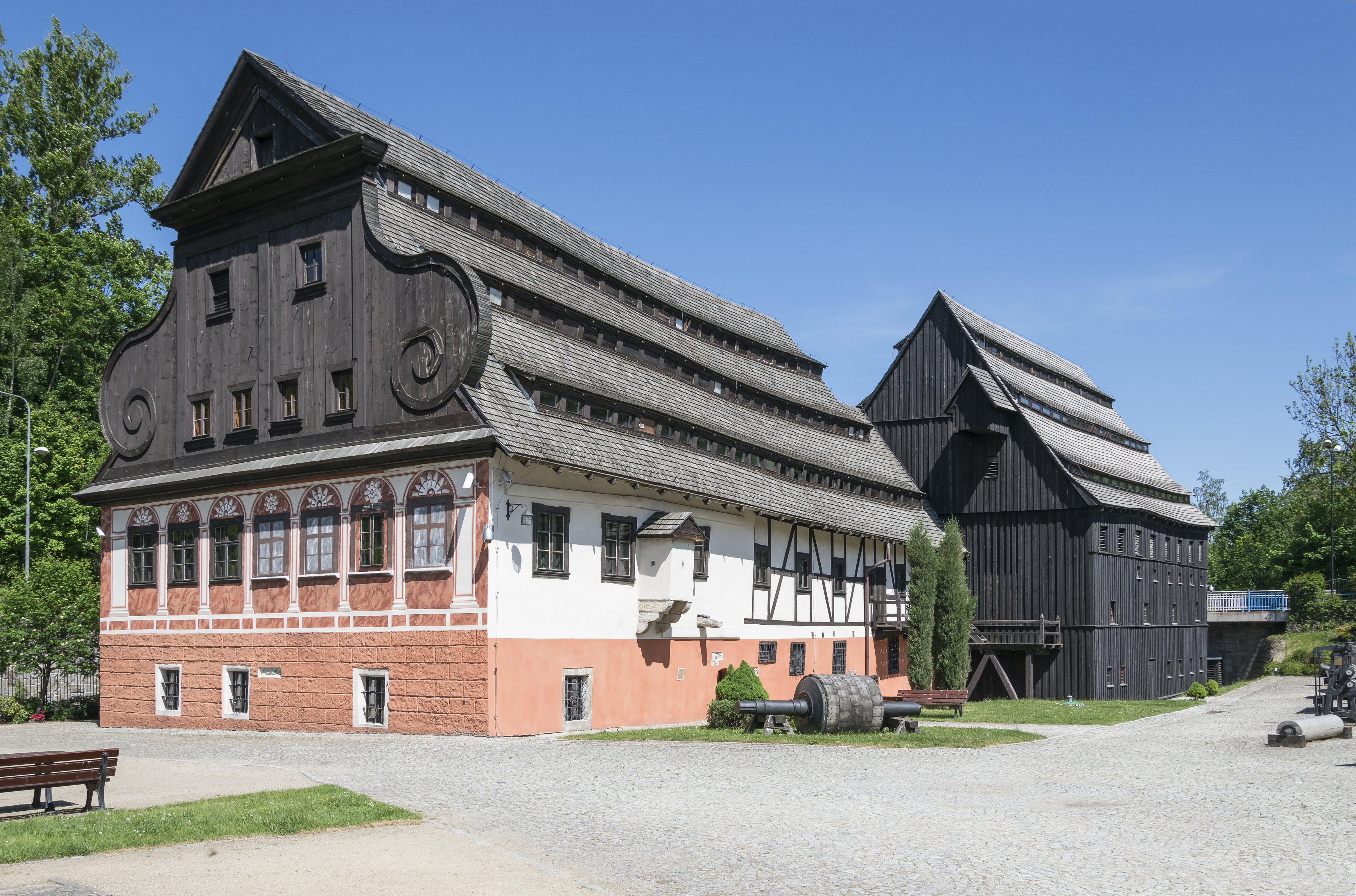
Muzeum Papiernictwa w Dusznikach-Zdroju

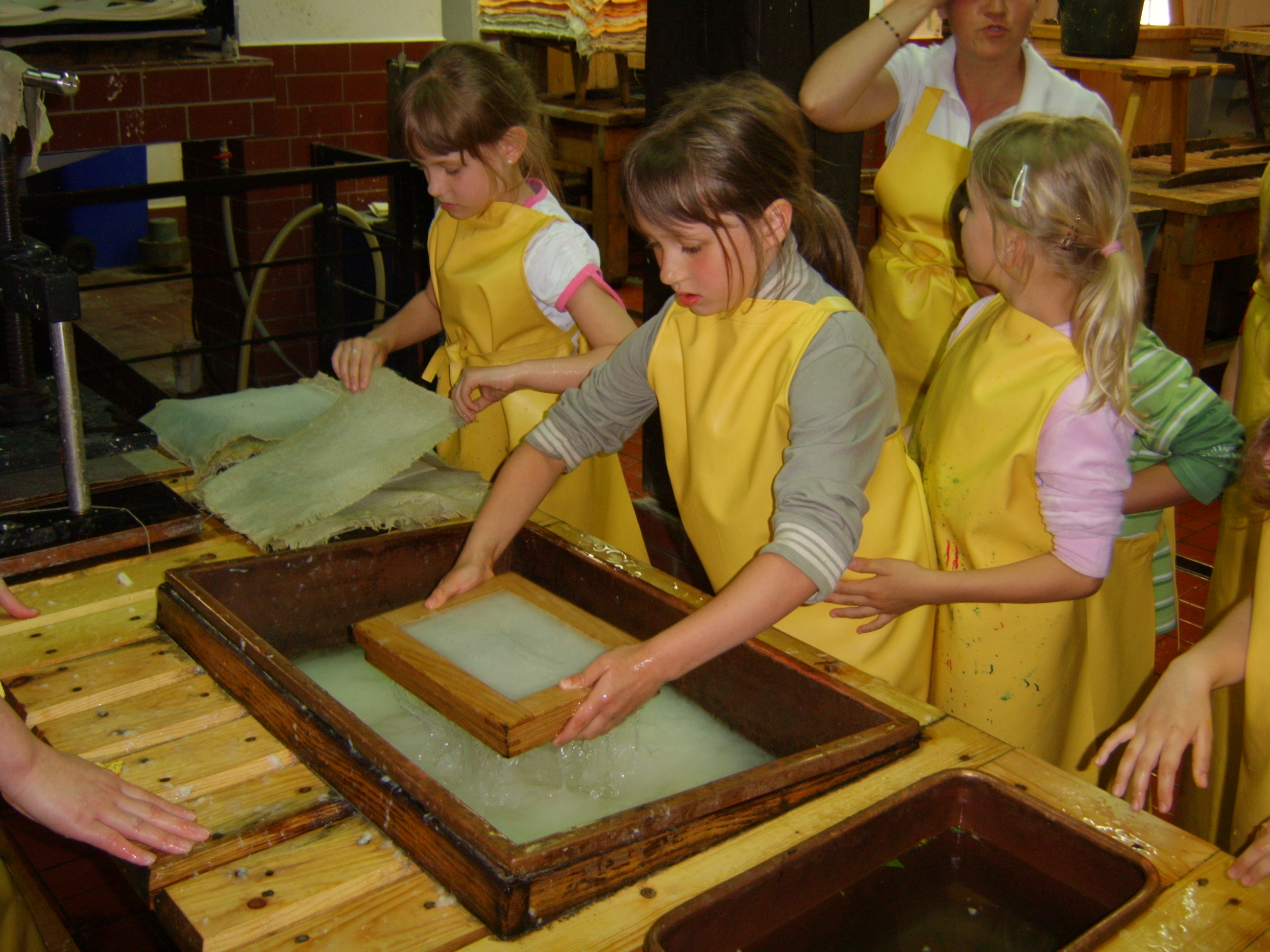
Zajęcia edukacyjne dla dzieci w muzeum w Dusznikach-Zdroju

Muzeum papiernictwa, muzeum papieru – rodzaj placówki muzealnej (muzeum techniki) zajmującej się gromadzeniem i udostępnianiem eksponatów z zakresu technologii produkcji i wykorzystania papieru.

## Muzea papiernictwa w Polsce
W Polsce istnieją cztery tego typu muzea:
- Muzeum Papiernictwa w Dusznikach-Zdroju zlokalizowane od 1968 r. w zabytkowym młynie papierniczym,
- Muzeum Papiernictwa w Jeziornie przy zakładach produkcyjnych firmy „Konstans” Sp. z o.o.[1]
- Muzeum Papieru i Druku w Łodzi powołane w 2007 r. przy Instytucie Papiernictwa i Poligrafii Politechniki Łódzkiej.
- Muzeum Piśmiennictwa i Drukarstwa w Grębocinie zlokalizowane w budynku zabytkowego kościoła, zbudowanego na przełomie XIII i XIV wieku.

## W innych krajach

### Czechy
- Muzeum Papieru w Velkich Losinach[2]

### Niemcy
- Muzeum Papieru w Düren

### Włochy
- Muzeum Papieru w Amalfi[3]
- Muzeum Papieru i Znaków Wodnych w Fabriano[4]

### Szwajcaria
- Papiernia w Bazylei[5]

### Stany Zjednoczone Ameryki
- Robert C. Williams Paper Museum w Atlancie

### Korea Południowa
- Paper Art Museum w Seulu w Korei Południowej

### Japonia
- Muzeum Papieru w Tokio[6]

### Tajwan
- Muzeum Papieru Suho w Tajpej[7]